# Cervonîi Iar, Tomakivka
Cervonîi Iar (în ucraineană Червоний Яр) este un sat în comuna Ciumakî din raionul Tomakivka, regiunea Dnipropetrovsk, Ucraina.

## Demografie
Componența lingvistică a localității Cervonîi Iar
     Ucraineană (96,55%)
     Rusă (3,45%)
Conform recensământului din 2001, majoritatea populației localității Cervonîi Iar era vorbitoare de ucraineană (96,55%), existând în minoritate și vorbitori de rusă (3,45%).